# Simiatug
Simiatug, alternative Schreibweise: Simiátug, ist eine Ortschaft und eine Parroquia rural („ländliches Kirchspiel“) im Kanton Guaranda der ecuadorianischen Provinz Bolívar. Die Parroquia besitzt eine Fläche von 308,37 km². Die Einwohnerzahl lag im Jahr 2010 bei 11.246. 94 Prozent der Bevölkerung sind Angehörige der indigenen Volksgruppe der Kichwa, etwa 5 Prozent sind Mestizen.

## Lage
Die Parroquia Simiatug liegt am Westrand der Cordillera Occidental im Nordwesten der Provinz Bolívar. Der Río Piñanato fließt entlang der nördlichen Verwaltungsgrenze nach Westen, der Río Suquibi entlang der südlichen Verwaltungsgrenze ebenfalls nach Westen. Beide Flüsse sind Zuflüsse des Río Umbe. Der 3200 m hoch gelegene Hauptort befindet sich 33 km nordnordöstlich der Provinzhauptstadt Guaranda.
Die Parroquia Simiatug grenzt im Norden an die Provinz Cotopaxi mit den Parroquias El Corazón (Kanton Pangua) und Angamarca (Kanton Pujilí), im Osten an die Provinz Tungurahua mit der Parroquia Pilahuín (Kanton Ambato), im Süden und im Südwesten an die Parroquia Salinas sowie im Westen an die Parroquia Facundo Vela.

## Orte und Siedlungen
In der Parroquia gibt es folgende 4 Barrios: Monseñor Leónidas Proaño, Central, La Moya und 4 Esquinas.
Ferner gibt es folgende 39 Comunidades:
- Allago
- Boliche
- Candio
- Cascarillas
- Chigue
- Cocha Colorada
- Cruz de Ventanas
- Cutahua
- El Aserradero
- El Tingo
- Gerrana
- Guanguliquin
- Ingapirca
- La Cabaña
- La Y
- Laihua
- Llullimunllo
- Mindina
- Mushullacta
- Pambugloma
- Papaloma
- Pímbalo
- Playapamba
- Potrerillos
- Potrero
- Puñahua
- Pungadahuas
- Quialó
- Rayopamba
- Salaleo
- San Francisco
- Santa Teresa
- Santo Domingo
- Silagato
- Tacarpo
- Tahuato
- Talahua
- Tomaloma
- Yatalo

## Geschichte
Die Parroquia Simiatug wurde 1861 gegründet (Decreto Legislativo vom 29. Mai; El Nacional N° 44 vom 11. Juni 1861) und gehörte anfangs zur Provinz Los Ríos.